# Österreich-Rallye
Die Österreich-Rallye war eine Radio-Quiz-Show der ORF-Regionalsender.

## Konzeption
In jeder Quizrunde, die ein Jahr dauerte, stellte jedes Bundesland einen Ort als Kandidaten. In je einer Livesendung wurden jedem Kandidatenort von den Moderatoren aus den acht anderen ORF-Landesstudios jeweils zwei Fragen live gestellt. Diese Fragen kamen in späteren Jahren innerhalb einer Quizrunde und je Bundesland immer aus demselben Wissensgebiet. Für die Beantwortung der Fragen war das im Saal versammelte aus drei Personen bestehende „Rateteam“ zuständig, dem der „Saalsprecher“ vorstand. Das im Saal anwesende Publikum sollte sich nicht an der Beantwortung beteiligen. Für jede richtig beantwortete Frage wurden 2, später, nach Regeländerung, 3 Punkte vergeben, wenn innerhalb der ersten 15 Sekunden geantwortet wurde (der „Sprintpunkt“).
10 Punkte gab es für die „Bevölkerungsaufgabe“, die das „Außenteam“ bewerkstelligen musste.
Bei Nichtbeantwortung einer Frage wurden 2 Punkte abgezogen – damit waren auch negative Punktestände möglich.
Die Bundesländerstudios wurden ausgehend vom Kandidatenort im Uhrzeigersinn „angefahren“, außer dem Bundesland, das die „Hasardfrage“ stellte (frei wählbar 0-10 Punkte); dieses kam zuletzt an die Reihe. Nachdem der Kandidatenort die Punktezahl der Hasardfrage gewählt hatte, wurde per Zufall das Bundesland bestimmt.
In einem so genannten „Bunker“ saß der Juror, in frühen Jahren der ORF-Moderator und Jazzexperte Herwig Wurzer.
Als Preisgelder wurden 100.000 Schilling für den ersten, 50.000 für den zweiten und 25.000 für den dritten Platz vergeben.

## Moderatoren
- Wien: Herbert Suchanek, Hubert Wallner, Peter Knicza („Außenstelle“), Peter Zellmann
- Niederösterreich: Ewald Greher
- Salzburg: Horst Springauf, Sepp Forcher (Außenteam)
- Vorarlberg: Günter Polanec, Jutta Zimmermann
- Wien: Konrad Holzer, Franz Wallisch
- Oberösterreich: Manfred Payrhuber, Heymo Pockberger
- Steiermark: Pert Oberhauser, Alfred Maschler
- Tirol: Heide Birkner, Walter Tscholl, Roland Staudinger
- Kärnten: Sven Woschitz, Arno Patscheider, Hermann Trojer
- Burgenland: Günther Bahr, Peter Rapp

## Kandidatenorte (Auswahl)
- Wien-Floridsdorf 1971/72 (zwei Schüler des Gymnasiums Franklinstraße 21 und eine Schülerin des Gymnasiums Franklinstraße 26)
- Egg 1977/78
- Mittersill 1983
- Sankt Gilgen 1984
- Neumarkt am Wallersee 1985 (Sendungen am 13. Jänner 1985 und 5. Mai 1985)
- Sankt Paul im Lavanttal 1985
- Enns 1985

### Wissensgebiete (Auswahl)
- 1985
  - Puppentheater
  - Zirkus
  - Sport (Oberösterreich)
  - Stilelemente der Architektur (Niederösterreich)
  - Zeitgeschichte (Wien)
  - Astrologie (Burgenland)
  - Schauhöhlen in Österreich (Steiermark)
  - Heilige (Kärnten)
  - Musicals (Tirol)
  - Frauen der Habsburger (Vorarlberg)